# Heidi Biebl
Heidi Biebl (* 17. Februar 1941 in Oberstaufen; † 20. Januar 2022 in Immenstadt im Allgäu) war eine deutsche Skirennläuferin und Goldmedaillengewinnerin im Abfahrtslauf bei den Olympischen Winterspielen 1960 in Squaw Valley, USA.

## Leben
Heidi Biebl wuchs alleinig bei ihrer Mutter auf, nachdem der Vater im Zweiten Weltkrieg gestorben war. Von ihr erlernte sie auch das Skifahren. Nach dem Absolvieren der Mittelschule in Immenstadt machte sie eine Lehre in einer Skifabrik in Erbach bei Ulm. Ihre ersten Rennerfolge als Jugendliche hatte sie da schon längst hinter sich gebracht. Zielstrebig arbeitete sie sich in der Damenequipe des Deutschen Skiverbands (DSV) nach oben.
Ihren größten Triumph feierte sie 1960 in Squaw Valley als Olympiasiegerin im Abfahrtslauf. Mit 19 Jahren war sie die jüngste Goldmedaillengewinnerin dieser Wettkämpfe. Zwar hatten sportliche Experten Heidi Biebl wegen ihrer überzeugenden Leistungen in den vorolympischen Wettbewerben einen Platz in den Medaillenrängen zugetraut, doch dass sie gar Erste wurde, löste große Freude nicht nur in der gesamtdeutschen Mannschaft aus.
Bei ihren zweiten Olympischen Spielen 1964 in Innsbruck wurde die Allgäuerin Vierte sowohl im Abfahrtslauf wie im Slalom. Bei den SDS-Rennen in Grindelwald feierte sie von 1961 bis 1965 insgesamt fünf Siege (1 × Abfahrt, 1 × Slalom und 3 × Kombination). Von 1959 bis 1965 gewann Biebl 15 deutsche Meistertitel.
Nach Meinungsverschiedenheiten mit dem DSV wurde sie nicht für die Alpinen Skiweltmeisterschaften 1966 in Portillo aufgestellt; Sportwart Fritz Wagnerberger erklärte, sie habe während der letzten Trainingswochen „nicht den erforderlichen Leistungsstandard erreicht“. Heidi Biebl selbst führte es auf ihren hohen Zigarettenkonsum zurück und beendete daraufhin ihre sportliche Karriere. Anschließend ließ sie sich zur Skilehrerin ausbilden und eröffnete ihre eigene Skischule, unter anderem mit Kursen speziell für Kinder und Jugendliche. Zum weiteren Standbein wurde für sie ein Hotel im Schrothkurort Oberstaufen, das sie bis 2008 betrieb. Im Fernsehen war sie nach ihrer Sportkarriere als Co-Kommentatorin bei Übertragungen eingesetzt.
Heidi Biebl war 48 Jahre mit ihrem Mann Bora verheiratet. Am 20. Januar 2022 verstarb Heidi Biebl im Alter von 80 Jahren im Klinikum Immenstadt nach einer Operation, bedingt durch eine Venenerkrankung in den Beinen.

## Ehrungen
- Für den Gewinn der Goldmedaille erhielt sie das Silberne Lorbeerblatt.[7]

- Für ihre drei Kombinationssiege wurde sie 1965 mit dem Großen Bambi – der höchsten bei den SDS-Rennen vergebenen Auszeichnung – geehrt.[8] Außer ihr waren nur Madeleine Berthod und Christl Cranz drei Kombinationssiege bei den SDS-Rennen und somit der Gewinn dieser Auszeichnung gelungen.

- Goldener Ski des Deutschen Skiverbandes[9]

- Ihre Heimatgemeinde Oberstaufen benannte den Heidi-Biebl-Weg nach ihr, all ihre Medaillen sind im Heimatmuseum ausgestellt.[10]